# 福田如子
福田 如子（ふくだ なおこ、1965年2月1日 - ）は、日本の女性声優。東京都出身。ベルプロダクション所属。

## 人物
かつては同人舎プロダクションに所属していた。
S&S　Entertainment Schoolの声優・演劇コースにて講師としても活動中。

## 出演

### テレビアニメ
- 妻、小学生になる。（2024年、阿部順子）

### 吹き替え

#### 映画
- アサルト13 要塞警察 ※テレビ朝日版
- IT ※NHK-BS2版
- エミリー・ローズ（裁判長）
- オーシャン・オブ・ファイヤー
- 交渉人（カレン・ローマン〈レジーナ・テイラー〉）※テレビ朝日版
- 最後の初恋（ジーン〈ヴィオラ・デイヴィス〉）
- しあわせの隠れ場所（デニース・オアー〈エイドリアン・レノックス（英語版）〉）※DVD版
- 16ブロック（マクドナルド地方検事補〈ブレンダ・プレスリー〉）
- 誰が為に鐘は鳴る（ピラー〈カティーナ・パクシヌー〉）※PDDVD版
- ニコラスの贈りもの（アレッサンドラ）※テレビ版
- パリの恋人（アルマンド）※ソフト版
- ブーリン家の姉妹（キャサリン・オブ・アラゴン〈アナ・トレント〉）
- ファイアードッグ（ジェシー署長）
- Mr.ブルックス 完璧なる殺人鬼（エマ・ブルックス〈マーグ・ヘルゲンバーガー〉）
- ミッシング（イ・ヨンスク）
- フライト（マーガレット・トマソン）

#### ドラマ
- iCarly（フローラ）
- ER緊急救命室
  - シーズン8 #19（アレックス・テイラー〈エイミー・カールソン〉）
  - シーズン12 #10（ナディン・ホプキンス〈リサ・ゲイ・ハミルトン〉）
  - シーズン14 #2（トリシア・バーンズ〈クリスティナ・ハーグ〉）
  - シーズン15 #20（レベッカ〈シェイリン・ワクター〉）
- WITHOUT A TRACE/FBI 失踪者を追え!（ヒルダ）
- NCIS 〜ネイビー犯罪捜査班（ハンナ）
- オールイン 運命の愛（チャン・ミラン〈チェ・ラン〉）
- 女捜査官アナ・トラヴィス（マリンズ検死官）
- クリミナル・マインド FBI行動分析課（メアリー）
- クローザー（ディオリ）
- ゴースト 〜天国からのささやき（トレーシー）
- コールドケース 迷宮事件簿（アンナ・メイズ〈ロビン・ワイガート〉）
- サード・ウォッチ（アレックス・テイラー〈エイミー・カールソン〉）
- CSI:科学捜査班（マグワイア保安官）
- CSI:ニューヨーク（カレン）
- 太王四神記（パソン〈キム・ミギョン〉）
- チャーリー・シーンのハーパー★ボーイズ（フリーマン）
- デスパレートな妻たち（マキシン）
- NIP/TUCK マイアミ整形外科医（ガラ・ガリャルド）
- ブラックリスト リデンプション（ネズ・ローワン〈タウニー・サイプレス〉）
- プリズン・ブレイク（ジャネット）
- 紅はこべ（マルグリット・ブレイクニー〈エリザベス・マクガヴァン〉）
- ミスマープル5 蒼ざめた馬（シビル・スタンフォード）
- メンタリスト（レイシー）
- レバレッジ（ヘザー）
- 恋・愛・都・市 恋がしたい（スー・シャオフェイ）

#### その他
- さすらいのドッグトレーナー 「パーシー自慢のおしり」（ダイアトン）

### 舞台
- ふるあめりかに袖はぬらさじ
- 父の詫び状
- ある八重子物語
- 鬼平犯科帳
- 西太后
- 浅草パラダイス
- 京舞
- 卒業
- 9人の女
- 幽霊人命救助隊
- 遊女夕霧
- ら・ら・ら